# Terrier de Norfolk
El Norfolk Terrier es una raza de perro originaria del Reino Unido. Antes de 1960, cuando ganó el reconocimiento como una raza independiente, se trataba de una variedad de Terrier de Norwich, que se distingue del "pinchazo de orejas" por sus "orejas caídas" (o orejas dobladas). En conjunto, el Norfolk y el Norwich Terrier son los más pequeños de los terrier de trabajo.

## Historia
Oficialmente la historia del Norfolk Terrier comienza en 1964, cuando el  The Kennel Club inglés lo reconoce separándolo del Norwich Terrier, con el cual constituía una única raza, con la variante de las orejas, que el Norfolk Terrier lleva caídas y el Norwich Terrier erguidas. 
Pero las diferencias, como justamente se hacía notar, no consistían sólo en esto, sino también en el comportamiento y en el carácter, habiendo quienes afirmaban que el tipo con las orejas caídas había sido fijado mucho antes que el propio Norwich Terrier, aportando como prueba un cuadro de 1857 de T. G. Hepper que muestra algunos Brow Terrier, perros muy similares a los actuales Norfolk Terrier. 
La difusión de este perro es bastante difícil debido a que los criadores ingleses son bastantes remisos a ceder sus ejemplares. La dificultad de obtener cachorros estriba en el hecho de que las camadas no son muy numerosas convirtiendo a este perro en algo casi "precioso".

## Descripción

### Apariencia
Es un perro pequeño, astuto, de extremidades cortas, compacto y vigoroso; tiene el dorso corto y su estructura y huesos son fuertes. Las cicatrices honorables resultantes del deterioro son admisibles.
Es uno de los perros terriers más pequeños, un "demonio" para su tamaño. Cariñoso aunque no pendenciero, de constitución robusta. 

#### Cabeza y Cráneo
Tiene un cráneo ancho, apenas levemente redondeado y amplio entre las orejas. El hocico es fuerte y tiene forma de cuña; su longitud es inferior a un tercio de la distancia medida desde el occipital hasta la base de una depresión fronto nasal bien definida.
Ojos: De forma ovalada y colocados profundamente, de color café oscuro o negro, con una expresión alerta y una mirada inteligente y vivaz.
Orejas: De tamaño mediano y en forma de V, ligeramente redondeadas en la punta, levadas hacia adelante junto a las mejillas.
Hocico: Labios adheridos, maxilares robustos, dientes fuertes y bastante grandes, con dentadura sana, completa y mordida en tijera, es decir, que la cara interna de los incisivos superiores esté en contacto con la cara externa de los incisivos inferiores; los dientes deben ser colocados en ángulo recto en las mandíbulas.

#### Cuello
Fuerte y de longitud media.

#### Extremidades Anteriores
Nítidas, escápulas bien inclinadas hacia atrás y de longitud aproximada a la del brazo. Miembros cortos, poderosos y rectos.

#### Cuerpo
Compacto, espalda corta y nivelada, costillas bien redondeadas.

#### Extremidades Posteriores
Bien musculosas, articulaciones fémoro-tibio-rotulianas (rodillas) bien anguladas, corvejones bien descendidos y rectos cuando se les mira desde atrás, dotadas de gran fuerza impulsora.
Pies: Redondos y con almohadillas plantares gruesas.

#### Cola
La amputación de la cola es optativa.
- Amputación mediana, implantada a nivel con la línea dorsal y llevada erecta.

- Cola de tamaño moderado para darle al perro un equilibrio general, gruesa en la base y se afina hacia la punta, tan recta como sea posible, llevada alegremente, pero no de manera excesiva.

#### Movimiento
Natural, rasante y con gran empuje. Los miembros anteriores dirigidos rectos hacia adelante desde los hombros.
Una buena angulación de los miembros posteriores le proporciona una gran fuerza propulsora.
Los miembros posteriores se mueven en línea con los anteriores, con movimientos libres desde las caderas, y deben doblarse bien en las rodillas y los corvejones.
Línea superior nivelada.

#### Pelo
Duro, de textura áspera (de alambre), recto y bien adherido al cuerpo. Más largo y áspero en el cuello y los hombros. 
El pelo es corto y liso en la cabeza y las orejas, con excepción de unas ligeras cejas y bigote.

#### Color
Todas las tonalidades de rojo, trigo, negro y fuego o grisáceo. Las manchas o marcas blancas son indeseables, pero permitidas.

#### Tamaño
La altura ideal a la cruz es entre 26/29 cm.

## Salud
La esperanza de vida de un terrier de Norfolk es de 12-15 años. Tiene la incidencia de la enfermedad de la insuficiencia mitral, luxating rótulas, y las mordeduras incorrectas (donde los dientes no se alinean con el estándar de la raza, es decir, sobrepasado o inferior). Norfolk más a menudo tienen tomas superficiales de la cadera y breedlines muchos displásicas. 
Suelen tener camadas pequeñas. Los criadores responsables sólo criar perros sanos que son de buen temperamento, el linaje, buen pedigrí y el que mejor reflejen el estándar de la raza. La demanda de Norfolk es mucho mayor que la oferta. El entorno en el que se recaudaron un impacto directo en el temperamento del cachorro durante toda su vida.

## Cuidado

### Aseo
El Norfolk tienen una capa doble: una capa superior dura, nervuda y una capa suave y cálida. Idealmente, se debe peinar el pelo diariamente con un peine de acero "galgo" , pero todo lo que es realmente necesario para el aseo de un perro de compañía es un buen peinado una vez por semana para quitar los pelos sueltos, muerto y prevenir estera. Como mínimo, la capa es la mano despojado una vez en el otoño y una vez en la primavera. Recorte o corte ruinas colores del escudo y la textura dura. Un Norfolk Terrier puede ser lavado con un champú de perro cuando esté sucio.